# Trassierungselement

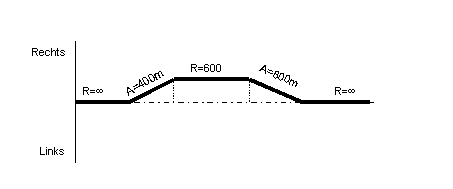
Beispiel: Krümmungsband Rechtskurve mit Übergangsbogen

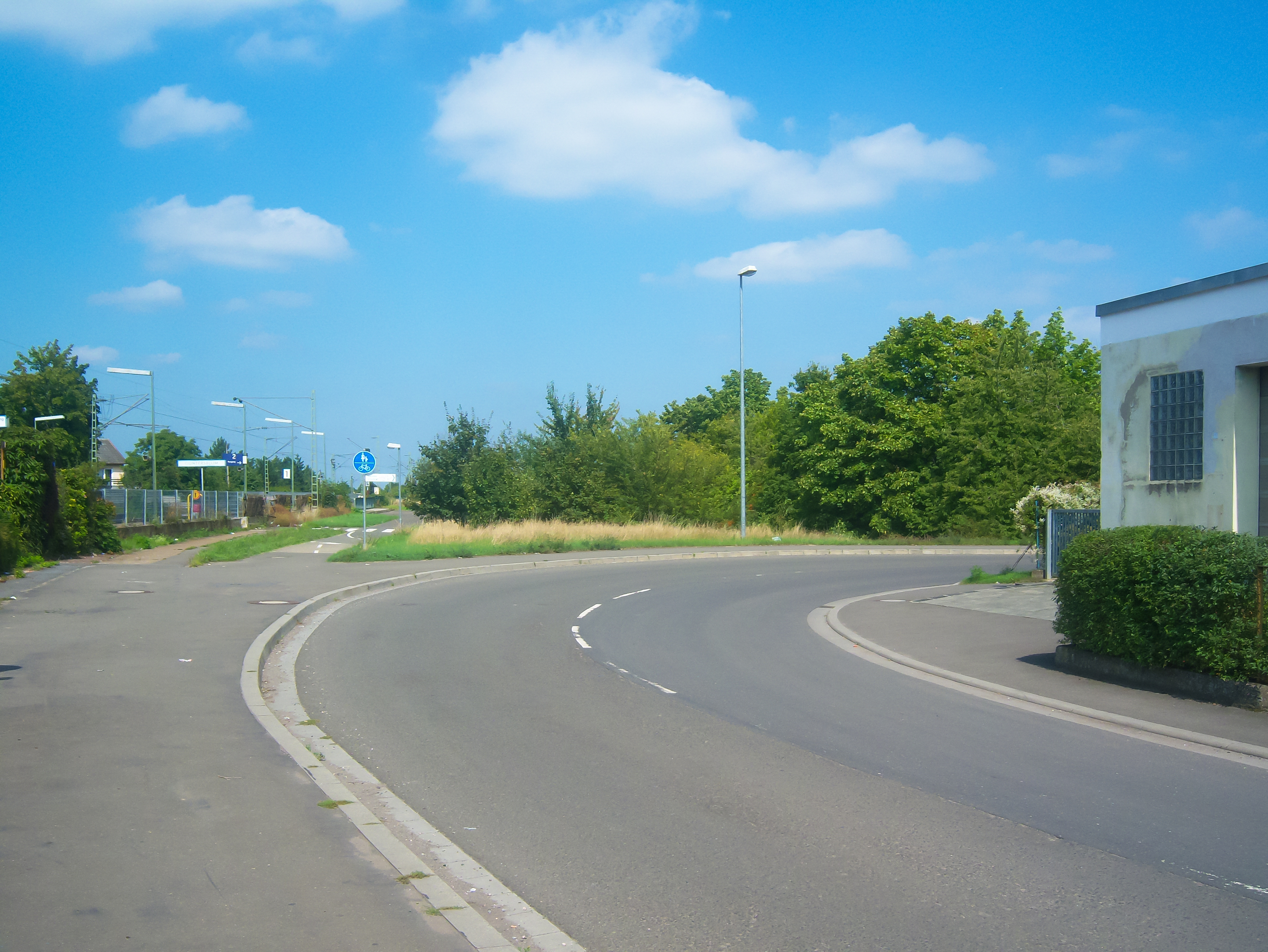
Kurve im Straßenbau

Trassierungselemente (auch Entwurfselemente genannt) sind jene mathematisch definierten Teilstücke, durch die der Verlauf von Verkehrswegen wie Straßen, Bahnlinien und Schifffahrtskanälen im Detail geplant und beschrieben wird.

## Grundlagen
Im engeren Sinn sind die Trassierungselemente Gerade, Kreisbogen und Übergangsbogen, aus denen man eine Trasse – die Achse eines linienförmigen Objekts – horizontal zusammensetzt. Dazu kommen Elemente für den vertikalen Verlauf, zum Beispiel Längsneigungen (Gradienten), Querneigungen und ihre Anpassung ans Gelände.
Als Trassierungselemente im weitesten Sinne versteht man alle Größen, die die Trassenführung beeinflussen, seien sie nun geometrischer, bautechnischer oder betrieblicher Art.

## Kurven: Bogenformen
Die Übergangsbögen sind meist Klothoiden, im Bahnbau auch kubische Parabeln, seltener Sinusoiden. Sie dienen einer stetigen, ruckfreien Krümmungsänderung zwischen geraden und kreisförmigen Stücken der Trasse bzw. ebenen und überhöhten Abschnitten. Haarnadelkurven und Serpentinen sind meist Kreisbögen mit Übergangsstücken. Kurvenzüge, die eine Richtungsänderung kleiner 10 gon besitzen, werden als Flachbogen bezeichnet.
Der ruckfreie Übergang ist bei der konventionellen Trassierung nicht gegeben. Aufriss – Rampe – und Grundriss – Übergangsbogen – werden getrennt voneinander trassiert. Als Kompromisslösung versucht man anschließend, die beiden Entwürfe zusammenzufassen.
Erst durch Schwerpunktstrassierungen, bei denen der Schwerpunkt des Zuges oder des jeweiligen Waggons kräftearm durch den Bogen geführt wird, wird der Anspruch der ruckfreien Führung annähernd erfüllt. Diese Trassierung wurde in der Realität bereits als Wiener Bogen bei den Österreichischen Bundesbahnen und den Wiener Linien ausgeführt. In beiden Betrieben ist die Schwerpunktstrassierung mittlerweile Bestandteil der Trassierungsvorschriften.
Neben dem Wiener Bogen gibt es Vorläuferprojekte wie die Sinus-, Kosinus- oder die Blossrampe, die in der Realität kaum ausgeführt wurden und sehr schwierig herzustellen sind.

## Trassenfindung
Die Trassierungselemente erlauben es, die Trassenfindung zu optimieren – zwischen einer möglichst günstigen Anpassung an das Gelände (DGM), einer guten Fahrdynamik und den wirtschaftlichen Gegebenheiten. Technisch sind dabei neben kurzem Wegverlauf v. a. zu beachten:
- Grenzwerte für Steigung und Kurvenradien der Trasse,
- geringe Volumina von Aushub und Auffüllung sowie minimale Differenz zwischen beidem,
- minimaler Entwässerungsaufwand und
- geringe Beeinträchtigung von Anrainern und Grundstücken.

Die Dokumentation der Planungsvarianten erfolgt zwar meist nach Kilometrierung entlang der Trasse, aber eingebunden in die Koordinaten der Landesvermessung.
Die Größe der Radien bei den Bögen bzw. das Änderungsmaß bei den Übergangsbögen (der Radius ändert sich über die Länge) und die Mindestlängen der Elemente sind beim Eisenbahnbau in einem Regelwerk, der Trassierungsvorschrift, zusammengefasst. Diese wird von den Eisenbahnunternehmen erstellt und von den zuständigen Behörden genehmigt. In der Trassierungsvorschrift sind auch Formeln für zulässige Geschwindigkeiten und Fehler in der Gleislage gesammelt. Die Trassierungselemente selbst werden dann im Lageplan dargestellt. Dieser ist eine Projektion der Trasse auf die waagrechte Ebene. Das Längsprofil ist die Projektion der Trasse auf eine senkrechte Ebene, also der Aufriss.